# Blaesoxipha melanderi
Blaesoxipha melanderi är en tvåvingeart som beskrevs av Thomas Pape 1994. Blaesoxipha melanderi ingår i släktet Blaesoxipha och familjen köttflugor.
Artens utbredningsområde är New Hampshire. Inga underarter finns listade i Catalogue of Life.